# 犬吠オーシャンランド
犬吠オーシャンランド（いぬぼうオーシャンランド）は、千葉県銚子市にかつて存在した遊園地である。

## 概要
1973年（昭和48年）8月3日に銚子市の要請を受けた千葉県と千葉県観光公社が開園した。同地には1964年（昭和39年）まで銚子市立高神小学校があった。園内には、5つのプールやゴーカート場、アスレチック施設、海の生活館などがあったが、レジャーの多様化と施設の老朽化のため、1989年（平成元年）秋に閉鎖された。
跡地は愛宕山頂にオープンした地球の丸く見える丘展望館と一体となったレクリエーション広場として整備され、1994年（平成6年）に「地球の丸く見える丘ふれあい広場」が開園した。広場内には銚子市産業・観光振興アイデア募集「超Cちゃん投資コンペ」の「文学碑集中建立事業」により、2004年（平成16年）に竹久夢二・国木田独歩・小川芋銭・尾崎咢堂の文学碑が建立されている。